# 1996年アトランタオリンピックのコスタリカ選手団
1996年アトランタオリンピックのコスタリカ選手団（1996ねんアトランタオリンピックのコスタリカせんしゅだん）は、1996年7月19日から8月4日にかけてアメリカ合衆国のジョージア州アトランタで開催された1996年アトランタオリンピックのコスタリカ選手団、およびその競技結果。

## 概要
今大会は金メダル1個、合計1個のメダルを獲得した。
競泳女子200m自由形でクラウディア・ポルが金メダルを獲得し、コスタリカにオリンピック初の金メダルをもたらした。

## メダル
| メダル | 選手名             | 競技 | 種目           |
| ------ | ------------------ | ---- | -------------- |
| 金     | クラウディア・ポル | 競泳 | 女子200m自由形 |